# Храм Успения Пресвятой Богородицы в Печатниках
Храм Успения Пресвятой Богородицы в Печатниках — приходской храм Сретенского благочиния Московской епархии Русской православной церкви. Находится по адресу улица Сретенка, дом 3/27.

## История
Деревянный храм был построен перед Сретенскими воротами Белого города жителями дворцовой Печатной слободы в 1631 году. Местность, именуемая Печатниками, получила своё название от живших здесь печатников, мастеров Государева Печатного двора. В XVII веке печатники поселились вдоль ручья, протекавшего между Сретенкой и Трубной улицей.
Источники расходятся в дате первого упоминания церкви; согласно одним, деревянная церковь впервые упоминается в 1625 году, по другим, в 1631 году. В 1659 году деревянный храм был перестроен, но вновь в дереве. Эту дату и считают датой основания храма. Каменный храм был построен в 1695 году в стиле московского барокко. Дату постройки определили согласно надписи на одном из образов храма.
В конце 1725 года прихожане церкви обратились в Синодальный казённый приказ с просьбой о строительстве при тогда ещё холодном храме тёплого придела, на что 17 декабря того же года получили разрешение. Тёплый придел с южной стороны трапезной был возведен к 3 октября 1727 года, а 18 октября его освятили во имя Усекновения главы Иоанна Предтечи. В 1763 году с другой стороны трапезной возвели другой придел — во имя святителя Николая Мир Ликийских Чудотворца. Примерно в 1775 году у южного фасада трапезной была сооружена небольшая часовня. В 1795 году храм был обновлён и расписан. В 1812 году храм Успения Пресвятой Богородицы был разграблен французской армией, а все надворные постройки были сожжены. Сгорели дома служащих храма и все церковные лавки. В 1813 году в храме был воссоздан и освящён иконостас. В 1897—1902 годах трапезная и часовня полностью перестроены по проекту архитектора Михаила Аладьина. Колокольня, нижний ярус которой встроен в трапезную, представляет собой двухъярусный четверик, несущий восьмерик звона, завершённый небольшим кирпичным шатром. Стены были украшены изображениями святых и картинами библейских рассказов.
Храм действовал до 1938 года; его последним настоятелем до ареста в том же году был обновленческий митрополит Московский Тихон (Попов). После закрытия c храма были сняты кресты, разобрана ограда, сделана полная перепланировка внутри. Здание храма было отдано тресту Арктикпроект, с 1950 года в здании храма размещался музей «Советская Арктика». С 1960 года — выставка «Морской флот СССР», в 1989 году преобразованная в музей, в котором была выставлена экспозиция по истории корабельного дела в России от первых челнов до новейших атомоходов.
В 1991 году по ходатайству Преображенского братства священника Георгия Кочеткова храм был передан Русской православной церкви. Он был освящен заново в 1994 году.
Отец Георгий Кочетков был настоятелем храма до конфликтной ситуации 28 июня 1997 года. В 1997 году до конфликта ему сослужил иерей Михаил Дубовицкий, а после запрещения отца Георгия Кочеткова в служении настоятелем храма стал протоиерей Олег Клемышев. В 2000 году другим указом патриарха Алексия II с отца Георгия Кочеткова были сняты прещения.
12 марта 2011 года патриарх Московский и всея Руси Кирилл совершил чин великого освящения храма Успения Божией Матери в Печатниках.
В церковной ризнице хранится еврейская монета сребреник, по преданию, один из тех, которые были вручены Иуде за предательство Иисуса Христа. В храме работает церковная лавка, есть воскресная школа, в которой дети изучают литургику, историю церковного искусства, историю православной Москвы, церковнославянский язык.
По преданию, в этой церкви произошло венчание дряхлого старца с юной девушкой, послужившее художнику Василию Пукиреву темой для его картины «Неравный брак». На фоне церкви происходит часть действия фильма «Берегись автомобиля».

## Духовенство
- Настоятель храма — протоиерей Олег Клемышев
- Протоиерей Геннадий Зерин[6]

## Святыни храма
- Соборная икона Оптинских старцев с частицами мощей двенадцати Оптинских старцев
- икона священномученика Николая Толгского, последнего благочинного Сретенского сорока, расстрелянного в 1937 году
- икона святого Петра, митрополита Московского с частицей мощей
- иконы святого преподобного Иова Почаевского и святого преподобного Амфилохия Почаевского с частицами мощей.